# 砥石城
砥石城（といしじょう）は、岡山県瀬戸内市邑久町豊原の千町平野に突き出た標高100mほどの砥石山山頂にあった日本の城（山城）。五連郭の本城と堀切を構えた四郭の出城で構成される中世の山城。「砥石山城」「砥石ケ城」等とも呼称された。

## 城の歴史
文明年間1480年ごろに備前国守護代の浦上氏によって築城したとされている。備前国の中心地、福岡の町や西大寺の町をそれぞれ見据えた重要拠点のひとつといえる。
この築城の際に宇喜多直家の曽祖父である宇喜多久家がなんらかの形で関わっていたのかはわからないが、城番として宇喜多氏が在するようになったようである。しかし、久家の子能家が隠居し、興家の代となった天文3年（1534年）に、同じ浦上氏家臣の島村盛実らに離反の疑いをかけられて攻められ、能家は自害、興家と、わずかに6歳の幼子だった直家は放浪することとなる。
砥石城は島村盛実に協力した浮田国定（能家の弟）に与えられるが、その後浦上宗景の下で再興を果たした直家により永禄2年（1559年）に奪い返され、弟宇喜多春家が城主として入城した、という記録が残る。しかし、それを最後に歴史の表舞台からぱったりと姿を消してしまい、詳細は不明である。

## 現在の城
現在は砥石山山頂まで登山道も整備され、本丸跡を含め遺構が残る。石垣跡があるがこれは江戸時代末期天保年間に本丸付近に存在した金比羅宮の石垣跡であり、天守などがあったわけではない。
登山口そばに「宇喜多直家生誕の地」の石碑がある。